# Pascal Arimont
Pascal Arimont (Sankt Vith, 25 september 1974) is een Belgisch politicus van de Duitstalige Gemeenschap, actief in de Christlich Soziale Partei (CSP).

## Levensloop
Arimont behaalde in 1996 het diploma van licentiaat in de klassieke filologie aan de Université de Liège en een Master of Arts in Europese studies aan de RWTH Aachen. Tijdens zijn bachelorstudies rechten studeerde hij aan de Vrije Universiteit Brussel, zijn master haalde hij in 2002 aan de Université catholique de Louvain. Na zijn studies werkte hij van 1998 tot 2002 als parlementair medewerker van Europees volksvertegenwoordiger Mathieu Grosch. Daarna liep hij van 2002 tot 2006 stages bij verschillende advocatenkantoren in Brussel en Sankt Vith en van 2006 tot 2014 was hij vennoot in een advocatenkantoor.
Van 2006 tot 2009 zetelde Arimont als provincieraadslid in de provincieraad van Luik. Arimont was hierdoor eveneens raadgevend lid van het Parlement van de Duitstalige Gemeenschap. Vervolgens was hij van 2009 tot 2014 rechtstreeks verkozen lid van het Parlement van de Duitstalige Gemeenschap, waar hij fractievoorzitter was voor de CSP. Van 2015 tot 2020 was Arimont voorzitter van deze partij.
Bij de verkiezingen van mei 2014 besliste Mathieu Grosch niet meer op te komen, en werd Arimont lijsttrekker op de Europese lijst van de CSP. Hij behaalde 11.739 voorkeurstemmen en ging zetelen voor de Europese Volkspartij. Hij behaalde de enige zetel die in het Duitstalig kiescollege te begeven was, en was dus de enige vertegenwoordiger van de Duitstalige Gemeenschap van België in het Europees Parlement voor de legislatuur 2014-2019. Ook zetelt hij sinds 2014 opnieuw als lid met raadgevende stem in het Parlement van de Duitstalige Gemeenschap. Bij de Europese verkiezingen van mei 2019 werd Arimont herkozen met 8.992 voorkeurstemmen. Bij de Europese verkiezingen van juni 2024 werd hij opnieuw herkozen met 11.035 voorkeurstemmen.
In het Europees Parlement was of is Arimont:
- van 2014 tot 2017 en van 2019 tot 2023 lid en van 2017 tot 2019 en sinds 2023 ondervoorzitter van de commissie regionale ontwikkeling.
- van 2014 tot 2017 en van 2019 tot 2021 plaatsvervangend en van 2017 tot 2019 effectief lid van de commissie interne markt en consumentenbescherming.
- van 2014 tot 2017 en sinds 2019 plaatsvervangend lid van de commissie industrie, onderzoek en energie.
- sinds 2021 lid van de commissie juridische zaken.

Hij en zijn partner hebben twee kinderen.

## Ereteken
- 2019: Ridder in de Orde van Leopold II[2]